# Dissostichus mawsoni
Dissostichus mawsoni är en fisk i familjen notingar (Nototheniidae) som förekommer i havet kring Antarktis fram till Antarktiska oceanens norra gräns. Den vistas vanligen noll till 1 600 meter under vattenytan.
Arten livnär sig av andra fiskar och når en längd upp till 175 cm samt en vikt upp till 80 kg. Den är vanligen enfärgade brun, ibland med mörkare fläckar.
Liksom Dissostichus eleginoides är arten målet för intensivt fiske med fara till utfiskning. Greenpeace har fisken därför satt upp på sina röda lista.